# Vancouver Olympic Centre

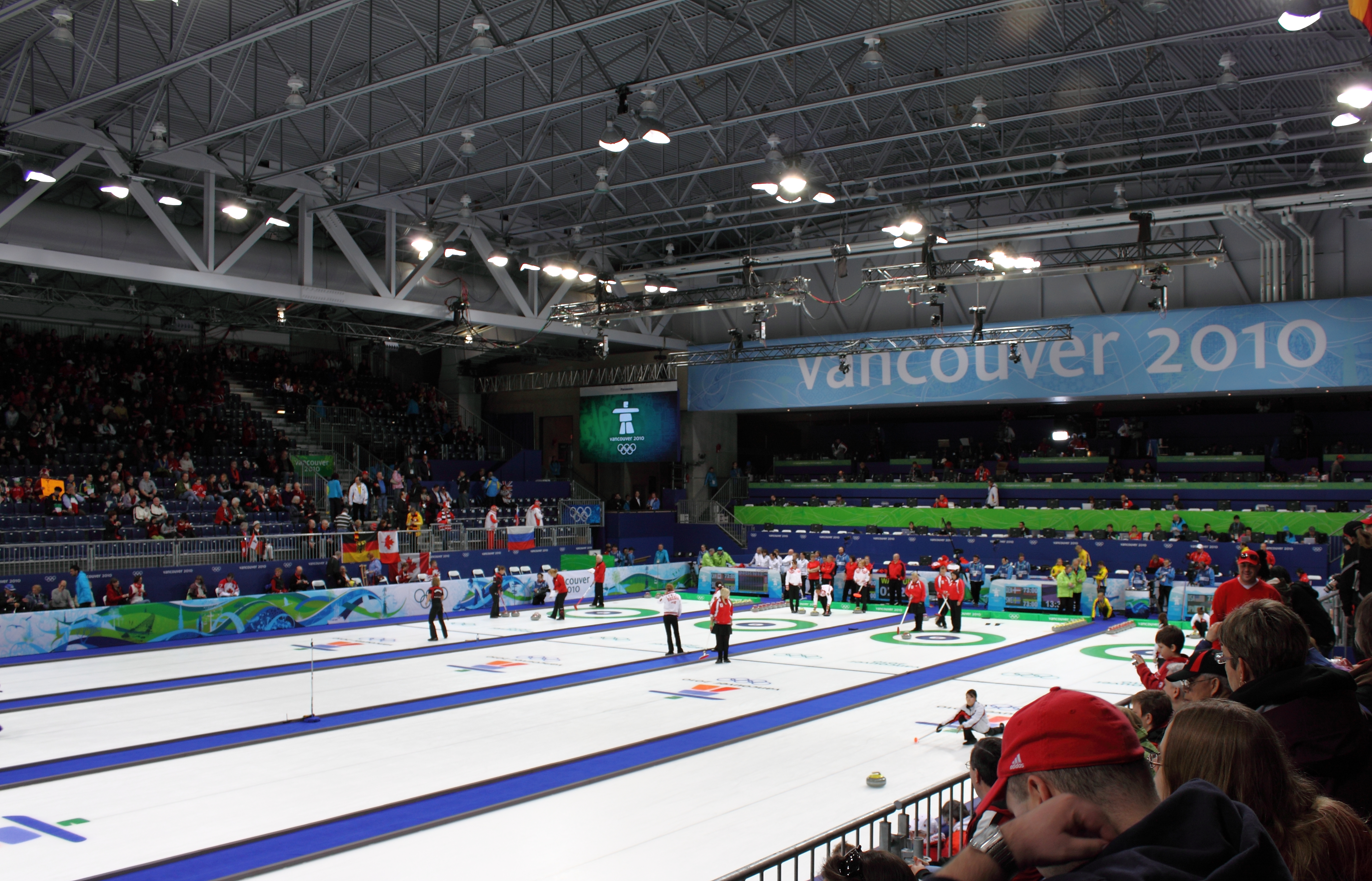
Interior do estádio durante a disputa do curling dos Jogos Olímpicos de 2010

O Vancouver Olympic/Paralympic Centre construído em 2007, serviu como sede dos eventos de curling nos Jogos Olímpicos de Inverno de 2010, em Vancouver.